# Groblje na Stupima
Groblje na Stupima u Kaštel Lukšiću, na adresi ul. Stupi
Nastalo je u 19. i 20. stoljeću. Godine 1855. mjesno groblje Kaštel Lukšića se izmješta nešto istočnije od naselja na lokalitet imena Stupi, odnosno na zemlju u vlasništvu obitelji Vitturi. Na groblju na Stupima ukopavalo se stanovništvo Kaštel Lukšića preko 120 godina. Tako između ostalih nalazimo grobnicu plemićke obitelji Vitturi koja je utemeljila renesansno lukšićko naselje. Na Stupima je pokopan i don Ivan Matijaca, istaknuti pobornik narodnog preporoda 19.st. kao i znameniti češki liječnik Henrik Šoulavy koji je zaslužan za snažan poticaj kulturi i razvoju turizma na kaštelanskoj obali.

## Zaštita
Pod oznakom Z-4025 zavedeno je kao nepokretno kulturno dobro - kulturno povijesna cjelina, pravna statusa zaštićena kulturnog dobra, klasificirano kao "memorijalna cjelina".

## Vanjske poveznice
|  | Zajednički poslužitelj ima još gradiva o temi Groblje na Stupima |